# Bradford Parkinson
Bradford Wells Parkinson (Madison (Wisconsin), 16 februari 1935) is een Amerikaans ingenieur, uitvinder en kolonel bij de Amerikaanse luchtmacht. Hij staat bekend als de vader van global positioning system (gps).

## Biografie
Parkinson, zoon van een architect, groeide op in Minneapolis. Hij bezocht er de United Status Naval Academy, alwaar hij in 1957 zijn bachelor werktuigbouwkunde behaalde. Hij besloot de marine te verruilen voor de luchtmacht vanwege de opleidingsmogelijkheden. Ook studeerde hij aan het Massachusetts Institute of Technology (MIT). In 1961 behaalde hij er zijn master in lucht- en ruimtevaart.
Na een aantal jaar gewerkte te hebben bij de luchtmacht ging Parkinson naar de Stanford-universiteit waar hij in 1966 promoveerde. In 1969 diende hij in Vietnam en in 1973 werd hij hoofd van het NAVSTAR GPS Joint Program Office, waar hij aanbleef totdat hij in 1978 bij de luchtmacht met pensioen ging. Hij werd vicepresident van de Space Systems Group bij Rockwell International, waar hij meewerkte aan de ontwikkeling van de spaceshuttle. In 1984 werd Parkinson hoogleraar aan de Stanford-universiteit, sinds 2001 is hij hoogleraar-emeritus hoewel hij daarna, op verzoek van Stanford, aanbleef als hoofdonderzoeker voor diverse GPS-projecten.

## Ontwikkeling gps
Parkinson stond aan de wieg van de theoretische en technologische ontwikkeling van het gps-systeem. Dankzij de invloed van zijn mentor, generaal William W. Dunn, werd hij toegewezen aan een opkomend luchtmachtprogramma met de naam 621B. In 1978 werd het eerste prototype van een gps-satelliet gelanceerd. Aanvankelijk werd gps alleen voor militaire doeleinden ingezet, totdat president Ronald Reagan in 1983 de technologie vrijgaf voor civiele doeleinden.

## Erkenning
In 2003 deelde Parkinson de Charles Stark Draper Prize met Ivan A. Getting voor zijn bijdragen aan de uitvinding van het "Global Positioning System". Een jaar later, in 2004, werd hij opgenomen in de National Inventors Hall of Fame.